# Schwarzwald-Guide
Ein Schwarzwald-Guide (SWG) ist ein besonders geschulter Naturführer im Naturpark Schwarzwald Mitte/Nord, der individuelle Erlebnis-Touren anbietet.
Die Ausbildung der Guides erfolgte ab Oktober 2003 durch den NABU gemeinsam mit der VHS und dem Naturpark in zwei Semestern. Die ersten Schulungen erfolgten im Rahmen des Modellprojektes Freudenstadt. Zum Schluss erhielten die Guides ein Zertifikat des Naturparks Schwarzwald Mitte/Nord.
Schwarzwald-Guides sind gleichzeitig zertifiziert als Landschafts- und Naturführer, anerkannt vom Arbeitskreis der staatlich getragenen Bildungsstätten im Natur- und Umweltschutz (BANU).
Die SWG sollen den Gästen naturkundliche Themen vermitteln und kulturlandschaftliche Zusammenhänge erläutern und damit letztlich einen Beitrag zur Förderung des Naturschutzes in breiten Bevölkerungsschichten leisten. Sie sind unter anderem in den Bereichen Mensch-Kultur-Landschaft, aber auch Erlebnispädagogik und Marketing ausgebildet. Zudem verfügen sie über ein breites Allgemeinwissen.